# 东川早熟禾
东川早熟禾（学名：Poa mairei）为禾本科早熟禾属下的一个种。